# Brnica, Hrastnik
Brnica je naselje v Občini Hrastnik.